# Sèrbia al Festival de la Cançó d'Eurovisió Júnior
Sèrbia va ser un dels països que va debutar al Festival de la Cançó d'Eurovisió Júnior el 2006.
El país balcànic va participar fins a 2010, any en què va aconseguir un tercer lloc igual que en 2007, el seu millor resultat fins al moment. El pitjor resultat que ha obtingut aquest país és una dotzena posició l'any 2008.
Des de 2011 fins a 2014, Sèrbia no va participar en aquest festival, després d'haver anunciat que la cadena pública (RTS) sèrbia tenia problemes de finançament.
Una de les cantants que ha representat Sèrbia al Festival d'Eurovisió Júnior, Nevena Božović, va ser representant en l'edició sènior d'Eurovisió 2013 com a integrant del grup Moje 3. A més, també hi va participar com a solista en 2019, de manera que va ser la primera intèrpret a cantar en solitari tant al festival júnior com al d'adults.
Anteriorment, hi va participar com a Sèrbia i Montenegro al festival de 2005. Després de la dissolució del país, Sèrbia va començar a participar el mateix any, mentre que Montenegro va debutar al festival de 2014.
Cal tenir en compte que Sèrbia va debutar al festival júnior com a nació independent un any abans que al festival d'adults.

## Història
Abans del referèndum d'independència de Montenegro el 2006 que va culminar amb la dissolució de Sèrbia i Montenegro, ambdues nacions solen competir al Festival de la Cançó d'Eurovisió Junior i al Festival de la Cançó d'Eurovisió com Sèrbia i Montenegro. Sèrbia va ser la primera de les dues nacions a competir en un Concurs Júnior, fent el seu debut al Festival de la Cançó d'Eurovisió Júnior 2006. Durant el Festival de la Cançó d'Eurovisió Junior 2014, Montenegro debutaria com a nació independent. Neustrašivi učitelji stranih jezika va passar a ser el primer participant de Sèrbia el 2006 com a nació independent amb la cançó "Učimo strane jezike" (serbi: Учимо стране језике).
Sèrbia va continuar participant al Festival de la Cançó d'Eurovisió Junior 2007, en el qual havia seleccionat Nevena Božović per representar Sèrbia amb la cançó "Piši mi" (serbi: Пиши ми). Božović també es va convertir en el primer participant júnior d'Eurovisió a participar en el Festival de la Cançó d'Eurovisió sènior com a part del grup Moje 3, interpretant la cançó "Ljubav je svuda" (serbi :Љубав је свуда), que va aconseguir quaranta-sis anys. punts i no poder classificar-se per a la gran final del Festival de la Cançó d'Eurovisió 2013 després d'acabar en 11è lloc. No obstant això, va aconseguir classificar-se a la gran final del Festival de la Cançó d'Eurovisió 2019 amb la cançó "Kruna" (serbi: Круна) i va acabar en 18è lloc amb 89 punts.
La nació va continuar participant en tots els concursos juvenils fins al 2010, abans d'anunciar el 5 de juny de 2011 que Sèrbia no participaria en el concurs de 2011. El 25 de juliol de 2014, Sèrbia va anunciar el seu retorn al concurs de 2014, després d'una absència de tres anys. Sèrbia va seleccionar la seva entrada de 2014 mitjançant una selecció interna per primera vegada en la seva història. L'1 d'octubre de 2014 es va revelar que Emilija Đonin representaria Sèrbia al concurs amb la cançó "Svet u mojim očima".
El 4 de maig de 2015, es va anunciar en un lloc web de notícies d'Eurovisió que l'emissora nacional de Sèrbia, RTS, no havia iniciat cap planificació pel que fa a la seva participació al concurs de 2015, i que aquesta decisió es prendria després del Festival de la Cançó d'Eurovisió 2015. El 20 d'agost de 2015 Sèrbia va confirmar la seva participació. RTS va anunciar el 21 de setembre de 2015 que havien seleccionat internament a Lena Stamenković amb la cançó "Lenina pesma" (en serbi: Ленина песма) per representar-los al Festival de la Cançó d'Eurovisió Junior 2015, que va tenir lloc a la Arena Armeec, a la capital búlgara Sofia, el 21 de novembre de 2015. El 14 de setembre de 2016, Sèrbia va confirmar la seva participació al Festival de la Cançó d'Eurovisió Júnior 2016 a La Valletta, Malta, i el país participarà en totes les edicions posteriors fins a 2022.
L'1 d'agost de 2023, l'editor en cap de RTS Olivera Kovačević va anunciar el pla de l'emissora de no participar en el Festival de la Cançó d'Eurovisió Junior 2023 a Niça, França per motius financers.

## Participació
Llegenda
| Any                                | Seu         | Artista                          | Cançó                 | Lloc | Punts |
| ---------------------------------- | ----------- | -------------------------------- | --------------------- | ---- | ----- |
| 2006                               | Bucarest    | Aleksandar Sindić i Stefan Perić | «Učimo strane jezike» | 5    | 81    |
| 2007                               | Rotterdam   | Nevena Božović                   | «Piši mi»             | 3    | 120   |
| 2008                               | Limassol    | Maja Mazić                       | Uvek kad o pogledam   | 12   | 37    |
| 2009                               | Kíev        | Ništa Lično                      | «Onaj pravi»          | 10   | 34    |
| 2010                               | Minsk       | Sonja Škorić                     | «Čarobna noć»         | 3    | 113   |
| No va participar entre 2011 i 2013 |             |                                  |                       |      |       |
| 2014                               | Marsa       | Emilija Djonin                   | «Svet o mojim oïma»   | 10   | 61    |
| 2015                               | Sofia       | Lena Stamenković                 | «Lenina pesma»        | 7    | 79    |
| 2016                               | La Valletta | Dunja Jeličić                    | «U la la la»          | 17   | 14    |
| 2017                               | Tbilisi     | Irina Brodić i Jana Paunović     | «Ceo svet je naš»     | 10   | 92    |
| 2018                               | Minsk       | Bojana Radovanović               | «Svet»                | 19   | 30    |
| 2019                               | Gliwice     | Darija Vračević                  | «Podigni Glas»        | 10   | 109   |
| 2020                               | Varsòvia    | Petar Aničić                     | «Heartbeat»           | 11   | 85    |
| 2021                               | París       | Jovana i Dunja                   | «Oči deteta»          | 13   | 86    |
| 2022                               | Erevan      | Katarina Savić                   | «Svet Bez Granica»    | 13   | 92    |
| No va participar entre 2023 i 2025 |             |                                  |                       |      |       |